# Winkamina
Winkamina (Vincamine, Vincaminum) – alkaloid występujący w rodzaju Vinca (barwinek).

## Właściwości lecznicze
Rozszerza naczynia krwionośne w mózgu, poprawia przepływ krwi przez mózgowie i przez to dowóz tlenu i składników odżywczych do neurocytów. Jest stosowana w leczeniu zaburzeń krążenia mózgowego, krążenia w siatkówce, niedotlenienia mózgu na tle niewydolności krążenia, zawrotów głowy, szumu w uszach na tle niedokrwienia mózgowia, zaburzeń pamięci i uczenia się, zwłaszcza w podeszłym wieku.

## Dawkowanie
Dawki lecznicze wahają się w granicach 10–20 mg 2-3 razy dziennie. Dawki najlepiej stopniowo zwiększać z 20–30 mg dziennie na 100 mg dziennie, po czym zmniejszyć dawkowanie do 20–40 mg dziennie (porcje dawki przyjmować rano i w południe). Lek podawać przez 3-4 miesiące, po czym zmienić lub wznowić podawanie po 2-3 tygodniowej przerwie.

## Preparaty handlowe
- Cetal
- Oxygeron
- Vinca
- Vincafor
- Vincarutine (z dodatkiem rutozydu)
- Vincamin